# さらば (渋谷すばるの曲)
『さらば』は、渋谷すばるの楽曲。2025年3月12日にトイズファクトリーから配信限定シングルとして配信リリースされた。

## 概要
- 本曲は、新たな旅立ちを迎える人々へのメッセージが込められた壮大なミディアムバラードとなっている[1][2][3][4][5]。
- 本曲の制作は、4thアルバム『Lov U』に収録された「人間讃歌」など、トイズファクトリーに移籍以降の渋谷の楽曲を多数手がけている、カナダ在住の作詞・作曲家のmiccaとシンガーソングライターのTHE CHARM PARKが担当している[1][2][3][4][5]。
- 本曲のジャケット写真およびアーティスト写真は、トイズファクトリーに移籍後の渋谷のアートワークやライブグッズのデザインを手がけている丸井元子が担当している[1][2][3]。
  - ジャケット写真は、花びらが舞い散る中で渋谷がたたずむ写真となっている[2]。
  - アーティスト写真は、蓮の花からインスピレーションを受けて撮影されており、水面に横たわりこちらを見つめるビジュアルとなっている[1][2][3]。

## 制作

### 経緯
スタッフから「春頃のリリースに向けて卒業ソングのような曲を作ってみたいね」という提案をされ、渋谷がそれに賛同した形で制作が始まったという。

### 楽曲提供
本曲は、4thアルバム『Lov U』に収録された「人間讃歌」など、トイズファクトリーに移籍以降の渋谷の楽曲を多数手がけている、miccaが作詞・作曲、THE CHARM PARKが編曲を担当している。特にmiccaとは頻繁に連絡を取るほど交流を深めており、「深い曲ができるだろう」「このコンビが作る曲は間違いないな」と感じていたという。
作詞を担当したmiccaは、歌い出しにも使用された「好きだよ」のフレーズが最初に出てきたといい、その後、歌詞とメロディが同時に浮かび、そこから本曲を制作していったという。これに対して渋谷は「サビや曲全体から初期衝動を感じる」「それくらいこの曲が持つパワーは強い」と語っている。
本曲のアレンジに関しては、渋谷がTHE CHARM PARKに対して信頼を置いているため、渋谷からは何も言わず、全て任せたという。

### 歌唱
渋谷は完成したアレンジを聴けば聴くほど「歌えるかどうかはかなりのチャレンジになる」と感じたという。これは、壮大なミディアムナンバーというだけでなく、「楽曲の持つ表情や世界観は緻密」ということをしっかりと歌で伝えるためには「結構頑張らないとな」と感じたといい、「何回か聴いて曲だけ覚えた状態では歌いこなせない」「そういう曲ではない」と考え、実際に歌うとかなり難しかったという。
具体的には、これまでの楽曲では力強く激しい歌唱をしていたが、このやり方だと「この曲の魅力が伝わり切らない」と考え、歌唱の強弱のうち、得意な「強」ではなく「弱」のコントロールが重要であることから、強く歌いすぎないことを意識したという。また、「ここぞ」というタイミングで強く歌うことで「曲の表現がよりダイナミックに、かつ深くなる」と考えているといい、この塩梅を本曲を通して学んだという。
本曲は、冒頭では「言葉のインパクトを伝えるように壮大な歌い方」、Aメロでは「状況説明のパートであるため抑えめの歌い方」、落ちサビでは「儚くしっとりとしたサウンドの中、曲中の主人公が持つ心の脆さを表すかのようのような『弱』の部分を使った歌い方」、ラストでは「主人公がこれまでの思い出にさよならを告げて、また新しい一歩を踏み出すようなドラマチックさを感じられる力強い歌い方」というように、曲の展開に応じて歌い方が変化している。
渋谷は、落ちサビでトーンが落ちるところが歌も強調される部分だからこそ、歌い切るのが難しかったといい、曲の中でも一番エモーショナルで感情的な部分ではあるが、リスナーに余白を感じてもらえるように、歌い手としてあくまで「淡々と伝える役割に徹する」ことを心がけ、感情的になりすぎないように意識したという。渋谷はこのようなことを、これまではあまり考えたことがなかったといい、日頃からかなり深い話をしているmiccaが制作した楽曲だからこそ感じられたことであるという。自作曲では「自分の表現したいイメージ」が明確に出てきてしまうが、提供曲であれば「この曲を自分は歌い手としていかに表現するか」という立場に変わるといい、アルバム『Lov U』の時よりも「自分の歌に対する捉え方」が深くなっているという。
さらに、渋谷は「物事を伝えるうえでいろんな方法があるけど、伝えたい思いが強ければ強いほど、あまり強く言っちゃうと伝わらないこともあるよな」と考えるようになったといい、本曲の落ちサビは歌っているとどうしても感情的になってしまうが、だからこそ、気持ちとしては「歌詞と真逆ぐらいの意識を無理やり持って歌う」というような引き算を意識したという。

## プロモーション

### 2024年
- 12月25日、埼玉・三郷市文化会館で開催されたライブツアー『渋谷すばる LIVE TOUR 2024「Lov U」』の千秋楽公演にて、レコーディングを終えたばかりの本曲[注 1]の一部を渋谷のスマートフォンからマイクを通してスピーカーで先行公開された[6][7]。

### 2025年
- 2月18日、本曲を配信限定シングルとしてリリースすることが発表され、本曲に合わせたアーティスト写真や本曲のジャケット写真が公開された[1][2][3][4]。
- 2月24日、FM802『ROCK KIDS 802 -OCHIKEN Goes ON!!-』に渋谷が生出演し、同番組にて本曲がラジオ初オンエアされた[1][2][3][4]。
- 3月12日
  - 本曲が配信限定シングルとしてリリースされた[1][2][3][4]。
  - 本曲のリリースを記念し、スマートフォンアプリ『Station Head』にて、本曲を含めた渋谷の楽曲をプレイリスト[注 2]で聴きながら、リアルタイムでチャットに参加することができるオンラインのリスニングパーティーが開催された[8]。
- 3月12日 - 18日、本曲のリリースを記念し、期間中に対象の音楽配信サービス[注 3]で本曲をダウンロードし、応募フォームから応募すると、応募者全員に同キャンペーン限定の「渋谷すばるオリジナル画像」がダウンロードできるデジタルキャンペーンが実施された[9]。
- 3月12日 - 21日、本曲のリリースを記念し、期間中にLINE MUSICで本曲を922回再生し、応募フォームから応募すると、応募者全員に同キャンペーン限定の「マネージャー撮影の渋谷すばる秘蔵オフショット」がダウンロード可能となり、さらに抽選で「渋谷すばるのサイン入りチェキ」（応募者の名前の記入あり）が当たるデジタルキャンペーンが実施された[9][注 4]。
- 3月12日 - 25日、本曲のリリースを記念し、期間中に対象ストリーミングサービス[注 5]で本曲を聴き、XまたはInstagramのストーリーズでハッシュタグ「#渋谷すばる_さらば」をつけてシェアし、応募フォームから応募すると、応募者全員に同キャンペーン限定の「渋谷すばるオリジナル画像」がダウンロードできるデジタルキャンペーンが実施された[9]。
- 3月13日 - 20日、自身のファンミーティング『渋谷すばる FAN MEETING 2025』の昼公演にあたる「昼からすばる」公演にて、本曲のミュージック・ビデオが先行公開された[10]。
  - 3月20日に開催された同イベントの最終公演である東京・Zepp Haneda公演の夜公演にて、本曲がライブ初披露された[11]。
- 3月13日、本曲のMVのティザー映像が公開された[10]。
- 3月13日、本曲のレコーディング風景が公開された[12]。
- 3月20日、本曲のMVが公開された[13][14][15]。
- 3月29日、日本テレビ系『バズリズム02』にて、約6年ぶりに日本テレビ系列の音楽番組に出演し、本曲がテレビ初披露された[16]。
- 4月2日、本曲のMVのメイキング映像が公開された[17]。

## ミュージック・ビデオ
- 2025年3月20日にMVが公開された[13][14][15]。
- 同MVは、駅のホームが舞台のワンカットの映像となっており、老若男女問わず幅広い世代の“青春“の思い出を甦らせる映像となっている[13][14][15]。
- 同MVの終盤には渋谷がアカペラも披露し、涙を流す様子も収められている[13][14][15]。
  - 涙を流した理由について渋谷は「ワンカットの撮影だったので、全てが揃わないと成り立たない作品で、役者さん達や、カメラワーク、電車や桜吹雪や照明のタイミングなど、人と人とが心を一つに合わせようとしていく。その全てが揃い一つになった瞬間に涙が溢れました」とコメントしている[13][14][15]。
- 同MVの監督は、UNISON SQUARE GARDENの「カオスが極まる」やヨルシカの「老人と海」などを手がけた大野敏嗣が担当[13][14][15]。
- 同MVは、同年3月13日から20日にかけて開催された自身のファンミーティング『渋谷すばる FAN MEETING 2025』の昼公演にあたる「昼からすばる」公演にて先行公開されていた[10]。
- 同年4月2日には本曲のMVのメイキング映像が公開された[17]。

## 収録曲
1. さらば - [4:34]
作詞・作曲：micca
編曲：THE CHARM PARK
  - 2025年3月20日に同曲のMVが公開された[13][14][15]。

## テレビ歌唱
- バズリズム02（2025年3月29日、日本テレビ）[16]